# Denis Godla
Denis Godla (* 4. dubna 1995, Kežmarok) je slovenský hokejový brankář a bývalý juniorský reprezentant, od října 2023 je hráčem klubu HC Slovan Bratislava.

## Reprezentace
Na mistrovství světa juniorů v ledním hokeji 2015 v Kanadě, kde získala slovenská reprezentace (druhý) bronz byl vyhlášený za nejlepšího brankáře a nejužitečnějšího hráče.

## Hráčská kariéra
- 2010 – 2013 HK Spišská Nová Ves
- 2012 – 2013 HK Orange 20
- 2013 – 2014 HC Slovan Bratislava
- 2014 – 2015 ŠHK 37 Piešťany, HK Orange 20, HC Slovan Bratislava
- 2015 – 2017 Finsko: Hermes, Iisalmen PK, KalPa Kuopio
- 2019 – 2020 Rytíři Kladno
- 2020 – ???? HC Verva Litvínov